# Pedro Jorge Notario Perea
Pedro Jorge Notario Perea (València, 1940), conegut com a Pedro Notario és un muntanyer valencià, tècnic en Senders, aperturista de diverses vies d'escalada i que ostenta i ha ostentat càrrecs al Centre Excursionista de València i a diverses federacions de muntanya.

## Biografia
Estudià dret a la Universitat de Navarra, i es doctorà en Dret financer a La Sorbona a París, i l'any 2014 era vocal de relacions institucionals de la Federació d'Esports de Muntanya i Escalada de la Comunitat Valenciana i membre del Comité d'accés i naturalesa, representant els parcs naturals de Gorges del Cabriol, Penyagolosa, la Tinença de Benifassà i de la Comissió conveni Federació de Municipis.
El 1954 va entrar a la Unidad de Guías Montañeros del Frente de Juventudes on va fer el primer curs d'escalada a Penyes de Guaita, amb Miguel Gómez com a instructor, passant després a ser soci del Centre Excursionista de València el 1958.
Va ser director de la Secció Valenciana de l'Escola Nacional d'Alta Muntanya des de 1969 a 1971, a més de cap dels Grups de Socors en Muntanya de la Comunitat Valenciana.
Durant els anys 1960 i 1970 fou un aperturista de vies d'escalada al territori valencià, obrint amb Vicente Romero la via Espolón Oeste al Torreón de la Moneda, la via GAME a la Torre Gabriel, la Torre Negra i l'Alt de Contreres als Cuchillos del Cabriol, també obrí i batejà amb el seu nom el cim Notario a la Serra d'Aitana i amb Gustavo Llobet i Tacolín obria la via d'escalada Techo Pirineos a Montanejos. El novembre de 1974 va obrir de nou amb Gustavo Llobet la via GENE, la més clàssica de les vies d'escalada del Cabeçó d'Or. L'any 1975 amb J.M. Pons i Gustavo Llobet van obrir a la muntanya Ponotx una via amb el nom Rafael Cebrián, i l'any 1977 a la Penya Roc de la mateixa muntanya obria la Cima Notario-Perea. L'any 1993 obria al Penyagolosa la via Espolón Central.
Fou coordinador de la vigilància forestal, i va escriure un llibre sobre voluntariat ambiental.

## Obra
1995. Voluntariado medioambiental 1994: una experiencia consolidada en la Comunidad Valenciana. Conselleria de Medi Ambient.